# 澳洲聯邦銀行
澳洲聯邦銀行（英語：Commonwealth Bank of Australia，ASX：CBA）是澳洲的一間主要銀行，位列澳洲四大銀行之一，總部位於悉尼。在澳洲證券交易所上市，是一間具有國際性質的金融服務公司，主要向零售、商業和機構客戶提供銀行服務、基金管理、退休金、經紀服務等。該集團持有及管理總資產約4,287億美元。目前（2019年初），聯邦銀行是澳大利亞規模最大的銀行，擁有1267家支行和4253台自動櫃員機（ATM）。

## 历史
澳洲联邦银行成立于1911年，曾在长达50年的时间里行使着澳大利亚中央银行的职能。1991年澳洲联邦银行在澳大利亚证券交易所上市，成为一家上市公司，随后银行分三步开展私有化并于1997年完成。到2012年，澳洲联邦银行已成长为一个拥有80万股东和52,000名员工的企业。
2017年9月20日友邦保險以38億澳元收購澳洲聯邦銀行在澳大利亞和新西蘭的人壽保險業務，以及在新西蘭的壽險及健康險業務；同時並與澳洲聯邦銀行及奧克蘭儲蓄銀行建立20年期策略性銀行保險夥伴關係。
2018年5月23日澳洲聯邦銀行旗下保險公司以747億日圓出售交銀康聯人壽保險37.5%股份給三井住友海上火災保險交銀康聯人壽將成為三井住友海上與交通銀行的合資公司，交行的出資比例為62.5%。
2018年10月23日富衛以4.26億澳元收購澳洲聯邦銀行旗下印尼人壽保險業務PT Commonwealth Life（PTCL）的80%股權。雙方亦達成為期15年的策略分銷協議，澳洲聯邦銀行的專屬代理人將可分銷相關產品。
2018年10月31日三菱日聯金融集團以41.3億澳幣（29億美元）收購澳洲聯邦銀行的全球資產管理部門首域投資 First State Investments，交易完成後，其資產管理規模將達到7,272億美元，成為亞太地區最大資產管理公司。
2021年6月21日澳洲聯邦銀行出售一般保險業務保險公司（CommInsure）出售給總部設在南非的Hollard Group集團，估計將能獲得10億澳元以上的收入。

## 经营情况
澳洲联邦银行是澳洲最大的金融服务提供商，提供包括银行、证券、保险、基金等全方面的金融服务，目前在13个国家和地区拥有业务。2011年财务年度末（截至2011年6月30日）的总资产规模达6,679亿澳元，税后净利润（现金制）为68.35亿澳元（约合473亿元人民币），比上年同期增长12%。就市值而言，澳洲联邦银行是澳大利亚最大、全球第九大银行。澳洲联邦银行素以经营稳健著称，享有全球的声誉，是全球长期信用评级在AA以上的八家银行之一，2010、2011年连续被《亚洲银行家》杂志评为亚洲最佳零售银行。

## 与中国的关系
澳洲联邦银行自1994年进入中国以来，同中国的金融界建立了密切的联系，并已在多个领域开展业务合作。目前，澳洲联邦银行除了拥有上海分行和北京代表处之外，还积极参与中国商业银行业改革，先后成功参股了齐鲁银行（占股20%）和杭州银行（占股19.9%）。2006年澳洲联邦银行与中国信达资产管理公司合资成立了信达澳银基金管理有限公司（占股46%），之后又于2010年与交通银行合资成立了交银康联人寿保险有限公司（占股37.5%）。发起设立村镇银行是澳洲联邦银行在中国最重要的发展战略之一。澳洲联邦银行致力于在村镇银行这一农村金融领域长期投资和长远发展。自2011年初，澳洲联邦银行作为主发起行已成功在河南省济源市、登封市、兰考县、渑池县和伊川县设立了五家村镇银行。
2018年5月23日澳洲聯邦銀行旗下保險公司以747億日圓出售交銀康聯人壽保險37.5%股份給三井住友海上火災保險交銀康聯人壽將成為三井住友海上與交通銀行的合資公司，交行的出資比例為62.5%。

## 相關
- 康联首域投資集團 [5]